# Dongfang, Hainan
Dongfang en stad på häradsnivå i Hainan-provinsen i sydligaste Kina. Den ligger omkring 200 kilometer sydväst om provinshuvudstaden Haikou. 